# Bustillos
Bustillos är en ort i Mexiko.   Den ligger i kommunen Cuauhtémoc och delstaten Chihuahua, i den nordvästra delen av landet, 1 300 km nordväst om huvudstaden Mexico City. Bustillos ligger 2 013 meter över havet och antalet invånare är 302.
Terrängen runt Bustillos är kuperad österut, men västerut är den platt. Terrängen runt Bustillos sluttar norrut. Runt Bustillos är det mycket glesbefolkat, med 6 invånare per kvadratkilometer. Närmaste större samhälle är Anáhuac, 11,4 km väster om Bustillos. Omgivningarna runt Bustillos är i huvudsak ett öppet busklandskap.